# 구본걸
구본걸(1957년 8월 2일 ~ 서울)은 대한민국 기업인으로 현재 LF 회장이다. 가족관계는 할아버지 구인회이다.

## 학력
- 중앙고등학교 졸업
- 연세대학교 경영학 학사
- 미국 펜실베이니아대학교 대학원 경영학 석사

## 경력
- 1998 LG전자 미국지사 상무
- 2002.12 ~ 2003.04 LG 구조조정본부 사업지원팀장 부사장
- 2003.04 ~ 2004.01 LG산전 관리본부 본부장, 부사장
- 2004.01 LG상사 패션사업부문 부사장
- 2006.11 ~ 2011.12 LG패션 대표이사 사장
- 2012.01 ~ 2014.03 LG패션 회장
- 2014.04 ~ LF 회장

## 수상
- 2012 매경이코노미 선정 올해의 CEO